# Podemos
Podemos (din limba spaniolă: Noi putem) este un partid politic populist de stânga din Spania.
Partidul s-a înființat în martie 2014, în urma protestelor împotriva austerității și corupției generate de „mișcarea 15-M”. Președintele partidului este Pablo Iglesias, un profesor de științe politice din Madrid. Partidul este al doilea cel mai mare din Spania după numărul de membri, fiind depășit de Partidul Popular și al treilea cel mai mare după numărul de deputați din Congresul Deputaților, având 69 de parlamentari din 350, luându-se în calcul și partidele regionale aflate în coaliții electorale alături de Podemos.
Membrii Parlamentului European din partea Podemos aparțin grupului Stângii Europene Unite-Stângii Verde Nordice (GUE-NGL), alături de alte partide politice de stânga, precum SYRIZA.
Partidul își propune să rezolve problemele generate de inegalitate, șomaj și criza datoriilor. Acesta a pledat pentru o renegociere a măsurilor de austeritate impuse Spaniei. De asemenea, una dintre cele mai importante politici ale partidului este instituirea unui venit minim de bază.
La alegerile parlamentare din decembrie 2015 partidul a obținut 21 % din voturi, ocupând 65 din cele 350 locuri ale Parlamentului și devenind al treilea partid din parlament. În mai 2016 Podemos a înființat o alianță electorală numită Podemos Unidos cu partidele Stânga Unită, Equo și alte câteva fracțiuni mici de stânga.